# Mark Rosman
Mark Rosman est un producteur, réalisateur et scénariste américain, né en 1959.

## Filmographie

### Comme réalisateur
- 1983 : The House on Sorority Row
- 1985 : Alfred Hitchcock présente (Alfred Hitchcock Presents) (série télévisée)
- 1985 : The Blue Yonder (téléfilm)
- 1986 : Capone Chien Gangster! (en) (Spot Marks the X) (téléfilm)
- 1994 : The Force
- 1995 : Evolver
- 1997 : The Invader
- 2000 : Grandeur nature (Life-Size) (téléfilm)
- 2000 : Mannequin d'un jour (Model Behavior) (téléfilm)
- 2000 : La Guerre des Stevens (Even Stevens) (série télévisée)
- 2001 : State of Grace (série télévisée)
- 2004 : Comme Cendrillon (A Cinderella Story)
- 2005 : L'Homme parfait (The Perfect Man)
- 2011 : Kate et William : Quand tout a commencé... (William & Kate) (TV)
- 2016 : Time Toys (téléfilm)

### Comme scénariste
- 1983 : The House on Sorority Row
- 1985 : The Blue Yonder (téléfilm)
- 1995 : Evolver
- 1996 : Ein Tödliches Vergehen (téléfilm)
- 1997 : Invasion Alien (en) (The Invader)
- 2002 : Dead in a Heartbeat (en) (téléfilm)
- 2016 : Time Toys (téléfilm)

### Comme producteur
- 1983 : The House on Sorority Row
- 2002 : Dead in a Heartbeat (en) (téléfilm)